# Barnás lápicsiröge
A barnás lápicsiröge (Pseudoleistes virescens) a madarak osztályának verébalakúak (Passeriformes) rendjébe, azon belül a csirögefélék (Icteridae) családjába tartozó faj.
Magyar neve forrással nincs megerősítve.

## Rendszerezése
A fajt Louis Pierre Vieillot francia ornitológus írta le 1819-ben, az Agelaius nembe Agelaius virescens néven.

## Előfordulása
Dél-Amerika délkeleti részén, Argentína, Brazília, Paraguay és Uruguay területén honos. A természetes élőhelye legelők és szántóföldek, valamint folyók, patakok és mocsarak környéke. Vonuló faj.

## Megjelenése
A hím átlagos testhossza 24 centiméter, a hím átlagos testtömege 79,6 gramm, a tojóé 72,9 gramm.
|  |

## Életmódja
Ízeltlábúakkal, kisebb gerincesekkel és ritkában magvakkal táplálkozik.